# Dermapteridae
Dermapteridae – wymarła, mezozoiczna rodzina owadów z rzędu skorków i podrzędu Archidermaptera.
Przedstawiciele rodziny zapisie kopalnym znani są od karniku w triasie późnym po oksford w jurze późnej.
Takson ten wprowadzony został w 1980 roku przez Walentinę Nikołajewną Wiszniakową. Obejmuje dwie podrodziny i następujące rodzaje:
- podrodzina: Dermapterinae Vishnyakova, 1980
  - †Dermapteron Martynov, 1925
  - †Jurassimedelola Zhang, 2002
  - †Palaeodermapteron Zhao, Shih & Ren, 2011
  - †Sinopalaeodermata Zhang, 2002
- podrodzina: Turanoviinae Engel, 2003
  - †Turanovia Vishnyakova, 1980
- podrodzina: incertae sedis
  - †Dimapteron Kelly, Ross et Jarzembowski, 2017
  - †Phanerogramma Cockorell, 1915
  - †Valdopteron Kelly, Ross et Jarzembowski, 2017